# Sint-Jozefskerk (Hove)
De Sint-Jozefskerk is een parochiekerk in de Antwerpse plaats Hove, gelegen aan de Albrecht Rodenbachstraat 33.
Deze kerk werd gebouwd in 1960. Het is een doosvormig kerkgebouw in sobere modernistische stijl met glas-in-loodramen in de voorgevel en een klokje op het dak.
In een zijvleugel van de kerk, uitkomend op de Jozef Mattheessensstraat, bevindt zich de Volkssterrenwacht Urania, gesticht door de bouwpastoor van de kerk.